# Campeonato Europeo de Escalada de 2006
El VII Campeonato Europeo de Escalada se celebró en Ekaterimburgo (Rusia) entre el 29 de junio y el 3 de julio de 2006 bajo la organización de la Federación Internacional de Escalada Deportiva (IFSC) y la Federación Rusa de Deportes de Escalada.
Las competiciones de bloques fueron canceladas y reprogramadas para el año siguiente en la ciudad de Birmingham (Reino Unido).

## Medallistas

### Masculino
| Evento             | Oro                           | Plata                         | Bronce                         |
| ------------------ | ----------------------------- | ----------------------------- | ------------------------------ |
| Dificultad (30.06) | David Lama · Austria          | Cédric Lachat · Suiza         | Dmitri Sharafutdinov · Rusia   |
| Velocidad (03.07)  | Yevgueni Vaitsejovski · Rusia | Serguei Sinitsyn · Rusia      | Alexandr Peshejonov · Rusia    |
| Bloques (18.03)    | David Lama · Austria          | Nalle Hukkataival · Finlandia | Tomáš Mrázek · República Checa |

### Femenino
| Evento             | Oro                     | Plata                     | Bronce                   |
| ------------------ | ----------------------- | ------------------------- | ------------------------ |
| Dificultad (30.06) | Charlotte Durif Francia | Sandrine Levet Francia    | Maja Vidmar Eslovenia    |
| Velocidad (03.07)  | Anna Stenkovaya · Rusia | Xeniya Alexeyeva · Rusia  | Valentina Yurina · Rusia |
| Bloques (18.03)    | Juliette Danion Francia | Olga Shalaguina · Ucrania | Olga Bezhko · Ucrania    |

## Medallero
| Núm. | País            | Oro | Plata | Bronce | Total |
| ---- | --------------- | --- | ----- | ------ | ----- |
| 1    | Rusia           | 2   | 2     | 3      | 7     |
| 2    | Francia         | 2   | 1     | 0      | 3     |
| 3    | Austria         | 2   | 0     | 0      | 2     |
| 4    | Ucrania         | 0   | 1     | 1      | 2     |
| 5    | Finlandia       | 0   | 1     | 0      | 1     |
| 5    | Suiza           | 0   | 1     | 0      | 1     |
| 7    | Eslovenia       | 0   | 0     | 1      | 1     |
| 7    | República Checa | 0   | 0     | 1      | 1     |
|      | TOTAL           | 6   | 6     | 6      | 18    |